# Odontomyia fascipes
Odontomyia fascipes är en tvåvingeart som beskrevs av Enrico Adelelmo Brunetti 1923. Odontomyia fascipes ingår i släktet Odontomyia och familjen vapenflugor. Inga underarter finns listade i Catalogue of Life.